# Ивиндо
Ивиндо (на френски: Ivindo) е река в Габон, на-големият десен приток на река Огоуе. Дължина около 400 km. Протича от североизточната към югозападната част на Габон и се влива в река Огоуе. По протежението ѝ се намират едни от най-дивите и красиви тропически гори на Африка. В горната си част реката се извива нежно, отводнявайки източното габонско плато. След град Макоку, който е единственият по-значителен град по протежението ѝ, реката се спуска от платото в поредица от зрелищни водопади и проломи. Районът около река Ивиндо в по-голямата си част е със статут на национален парк.
Частта на Ивиндо под град Макоку е проучена за първи път от водна експедиция през 1998. Групата изследователи от Джаксън Хоул, щата Уайоминг, включва Крис Гайър (Chris Guier), Брус Хайс (Bruce Hayse), Луиз Лейсли (Louise Lasley), Мерилин Олсън (Marilyn Olsen), Рик Сийвърс (Rick Sievers) и Хауи Уолк (Howie Wolke). Групата се натъква на четири внушителни водопада: Конг, Мингули, Ценг Леледей, и един ненаименован и неописан водопад между Мингули и Ценг Леледей, който бил може би най-красивият от всичките. По реката се наблюдават много плитчини, а бреговете са пълни със слонове (които не се плашат от хората) и някои други бозайници.
| Портал | Портал „Африка“ съдържа още много статии, свързани с Африка. Можете да се включите към Уикипроект „Африка“. |